# L'Été (Friedrich)
L'Été (en allemand : Der Sommer) est un tableau du peintre allemand Caspar David Friedrich, réalisé en 1807.

## Description
Le tableau est une peinture à l'huile sur toile, mesurant 71,4 cm de hauteur sur 103,6 cm de largeur.

## Historique
Caspar David Friedrich peint L'Été en 1807.
Le tableau est exposé à la Neue Pinakothek à Munich.